# Ducat de Carniola

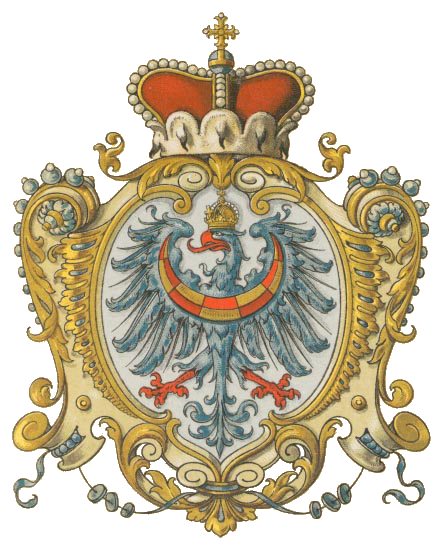
escut

El ducat de Carniola (eslovè: Vojvodina Kranjska, alemany: Herzogtum Krain) fou un estat del Sacre Imperi Romanogermànic establert el 1364, anteriorment anomenat marcgraviat o marca de Carniola. Fou una terra hereditària de la monarquia dels Habsburg i el 1804 fou constituent de l'Imperi Austríac. Va ser part del regne d'Il·líria fins a 1849 quan va formar un territori separat que el 1867 es va integrar a la Cisletània dins d'Àustria-Hongria. La seva capital fou Ljubljana.

## Administració
Segons un llibre sobre Carniola escrit per Johann Weikhard von Valvasor (1641–1693), el territori estava dividit en tres subregions: 
- Alta Carniola (Gorenjska), la part muntanyosa del nord amb les viles de Kranj i Kamnik
- Baixa Carniola (Dolenjska), al sud-est, amb Novo Mesto, Kočevje (Gottschee) i Krško, dividida al seu torn en Carniola Blanca i Marca Víndica
- Carniola Interior (Notranjska), al sud-oest a l'entorn de les viles d'Idrija i Postojna.

Fins al 1860 aquestes tres subregions equivalien als districtes (kreise) de Ljubljana, Novo Mesto i Postojna, però després fou dividida en unitats més petites (entre 1861 i 1918, Carniola va ser dividida en 11 districtes i 359 municipis; el Landeshauptmann o governador imperial residia a Ljubljana i els districtes eren: Kamnik, Kranj, Radovljica, rodalia de Ljubljana, Logatec, Postojna, Litija, Krško, Novo Mesto, Črnomelj, i Kočevje. Els districtes estaven dividits en 31 partits judicials.

## Demografia
El 1846 la població la formaven:
- 428.000 eslovens
- 38.000 alemanys

I el 1910:
- 520.000 eslovens
- 28.000 alemanys

## Història

Els territoris que conformen l'arxiducat d'Àustra

La marca de Carniola fou separada del ducat de Caríntia el 1040 per Enric III però temporalment va restar unida a Caríntia sota govern dels ducs meinardins, en unió personal. El 1335 el duc Enric I va morir sense hereus mascles i la seva germana Margarida Maultasch només va conservar el comtat de Tirol i l'emperador Lluís IV de la casa dels Wittelsbach va concedir Caríntia i Carniola a la casa d'Habsburg representada per Albert II d'Àustria

Carniola i Istria (en rosa) com a part d'Àustria Interior, 1379–1457 i 1564–1619

El fill d'Albert, Rodolf IV d'Habsburg, el Fundador, pel seu Privilegium Maius, es va concedir a su mateix el títol de "Duc de Carniola" el 1364, sense consentiment imperial; Rodolf va fundar la vila de Novo Mesto a la Baixa Carniola, amb el nom de Rudolphswerth. Després de la seva mort, com a resultat dels conflictes entre els seus germans petits Albert III i Leopold, Carniola pel tractat de Neuberg de 1379 va esdevenir part d'Àustria Interior regida amb capital a Graz per Leopold, ancestre de la línia leopoldina dels Habsburg.
El 1457, el territoris d'Àustria Interior foren reunits a l'arxiducat d'Àustria sota el govern de l'emperador Habsburg Frederic III. A la mort de Ferran I, descendent de Frederic, el 1564, Carniola fou separada altre cop
de l'Àustria Interior sota el govern del seu fill Carles II. El fill de Carles, Ferran II va reunir per herència totes les terres de la dinastia el 1619 oi el ducat va formar part constituent de la monarquia dels Habsburg en endavant. El 1804 la monarquia va esdevenir l'Imperi d'Àustria.
Napoleó després del tractat de Schönbrunn de 1809 va formar les efímeres Províncies Il·líriques amb els territoris annexionats de Carniola, Caríntia, Croàcia (Gorizia i Gradisca d'Isonzo, en l'actualitat, a la Ístria, i Trieste. L'acta final del Congrés de Viena de 1815 va restaurar les Províncies Il·líriques com a Regne d'Il·líria dins de l'Imperi Austríac. Carniola va formar la part central del territori del regne d'Il·líria que va tenir capital a Laibach/Ljubljana, incloent els ducats de Carniola i Caríntia, el litoral i Gorízia i Gradisca, el marcgraviat d'Ístria i la ciutat imperial lliure de Trieste.
El regne d'Il·líria fou dissolt el 1849 i el ducat de Carniola reconstituït per rescripte imperial de 20 de desembre de 1860, i patent imperial de 26 de febrer de 1861, modificada per la legislació de 21 de desembre de 1867, que concedia poders a l'assemblea de Carniola (Landtag) per promulgar lleis sobre temes no reservats al consell imperial (en el qual Carniola estava representada per 11 delegats, dos elegits pels terratinents, tres per comerciants i industrials de les ciutats, cinc pels pobles, i un per la cúria). L'assemblea territorial (unicameral) la formaven 37 membres entre els quals el bisbe hi seia d'ofici; l'emperador obria la legislatura que era presidida pel governador imperial o Landeshauptmann; dels 37 membres 10 representaven als propietaris de terres, 8 a les ciutats, dos a les juntes de comerç i industria, i la resta als pobles; legislava en agricultura, institucions públiques i de caritat, administració local, església, afers escolars, transport i allotjament de tropes en temps de guerra o maniobres i altres afers locals; el pressupost de 1901 fou de 3.573.280 corones (714.656 $).
El 1918 el ducat va quedar dissolt de facto i el seu territori va esdevenir part del regne dels Serbis, Croats i Eslovens que el 1929 es va dir regne de Iugoslàvia. La part occidental del ducat amb Postojna, Ilirska Bistrica, Idrija, Vipava i Šturje fou annexionada a Itàlia el 1920, però recuperada per Iugoslàvia el 1945.

## Ducs de Carniola
- Rodolf (1364–1365), també duc d'Àustria des de 1358 
  - Albert (1365–1379)
  - Leopold (1365–1386), progenitor de la línia leopoldina dels Habsburg, duc d'Àustria Interior després de 1379 (Tractat de Neuberg)
- Guillem (1386–1406), fill de Leopold 
  - Ernest (1406–1424), arxiduc des de 1414
- Frederic (1424–1493), fill d'Ernest, rei dels Romans des de 1440 i emperador des de 1452, arxiduc d'Àustria des de 1457.
- Maximilià I (1493–1519), fill, arxiduc d'Àustria, emperador des de 1508
- Carles I (1519–1521), net, arxiduc d'Àustria, emperador electe des de 1520 
  - Ferran I (1521–1564), arxiduc d'Àustria, rei dels Romans des de 1531, Emperador des de 1558
- Carles II (1564–1590), fill de Ferran, arxiduc d'Àustria Interior en la segona partició dels dominis Habsburg
- Ferran II (1590–1637), fill, arxiduc d'Àustria i emperador des de 1619.
- Unió definitiva de les branques Habsburg

bandera

## Bandera
La bandera fou obtinguda dels colors de l'escut (que data del segle xiii amb una combinació de l'àliga blava d'Andechs i els quadres vermells i grocs de Sponheim). El 1836 l'emperador Ferran I d'Àustria va restaurar el color blanc de l'escut i va reconèixer el blanc-blau-vermell com combinació oficial dels colors. Fou reconegut com a bandera oficial del territori el 1848.